# Садовий (Брагінський район)
Садовий — (біл. пасёлак Садовы), селище в складі Брагінського району розташоване в Гомельській області Білорусі. Селище підпорядковане Чемериській сільській раді, а його громада складає 24 особи (станом на 2004 рік).
Поселення Садовий розташоване на південному сході Білорусі, в південній частині Гомельської області, неподалік від районного центру Брагіна (за 16 кілометрів східніше).